# 長蛇座48
長蛇座48，又名CD-2411215，HD 122066、SAO 182152、HR 5257，是長蛇座的一颗恒星，视星等为5.77，位于銀經322.04，銀緯35.31，其B1900.0坐标为赤經13h 54m 24s，赤緯-24° 35.31′ 20″。